# Влесчень
Влесчень, Влесчені (рум. Vlăsceni) — село у повіті Димбовіца в Румунії. Входить до складу комуни Потлоджі.
Село розташоване на відстані 42 км на північний захід від Бухареста, 39 км на південь від Тирговіште, 144 км на схід від Крайови, 119 км на південь від Брашова.

## Населення
За даними перепису населення 2002 року у селі проживали 963 особи, усі — румуни. Усі жителі села рідною мовою назвали румунську.